# 医巫闾山

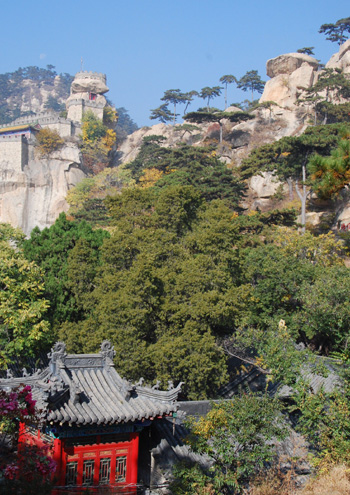
医巫闾山

医巫闾山，又称医巫山、无虑山、闾山等，中国辽宁省西部主要山脉之一，为阴山余脉，位于锦州北镇市和义县交界处，古称于微闾山或医无虑山，传说帝舜封天下分为十二个州，每州以一座山作为镇山，医巫闾山被封为幽州的镇山。周时又封为五大镇山之北镇。西汉时于该山东侧置无虑县，为辽东郡西部都尉治所。
医巫闾山东北-西南走向，长45公里，宽14公里，山区总面积630平方公里，主峰望海峰，海拔866米，山中设立有国家级医巫闾山自然保护区，为旅游胜地。
满语称为ᡳᠯᠠᡤᡡᡵᡳ
ᠠᠯᡳ᠍ᠨ (ilagūri alin)。与会稽山，沂山，霍山同为四镇。
“珣玗琪”真正的产地就是阜新蒙古族自治县。《山海经》载黄帝的孙子颛顼葬于“附禺之山”，可能就是医巫闾山。颛顼的“颛”本义为“圆头胖脑”，而“顼”字从“玉”从“页”，“玉”指“玉胜”，即玉制的发饰品“页”指人头，合起来表示“头戴玉饰的胖子”。而mara,也有“胖、肥胖、富态”的含义，因此，颛顼是对“医巫闾”的意译，即“头戴玉饰的富态者”。医巫闾山，即颛顼之山
段玉裁认为，其名称来自东夷语。

## 延伸阅读
[在维基数据编辑]
 《欽定古今圖書集成·方輿彙編·山川典·醫巫閭山部》，出自陈梦雷《古今圖書集成》